# المجوي
المجوي قرية سورية تتبع ناحية عين حلاقيم في منطقة مصياف في محافظة حماة. بلغ عدد سكانها 1517 نسمة في عام 2004 حسب إحصاء المكتب المركزي للإحصاء.

## الموقع
تقع قرية المجوي في المربع الفلكي المحدود بخطي عرض ( 28 -29-34) شمال خط الاستواء، 
وخطي طول (50 -19-36) شرق غرينتش. تقع قرية المجوي إلى الغرب من محافظة حماه، حيث تبعد عنها /60/كم وإلى الجنوب من منطقة مصياف حيث تبعد عنها /10/ كم وتتبع قرية المجوي إداريّاً إلى ناحية عين حلاقيم حيث تبعد عنها /3/ كم . يحد قرية المجوي من الغرب قرية قصية
ومن الشرق قرية البياضية، من الجنوب قريتي المشرفة و بعمرة، و من الشمال قرية الشميسة .

## الجغرافيا
تتسم قرية المجوي بطبوغرافيّة بسيطة، وتتمثل مظاهر السطح في القرية بوجود العديد من التلال والهضاب القليلة الارتفاع /100م/ تتوضّع القرية من جهة الغرب على امتداد الجبال الساحلية التي ارتفاعها /800م/ عن سطح البحر. تبلغ مساحة القرية حوالي /5252دونم/ ، منها /676 دونم/ أراضي زراعية و /511 دونم/ مساحة الكتلة العمرانية . تقع قرية المجوي على سفح جبل وتمتد باتجاه السهل واسم المجوي من جوى أي (( الوادي المنخفض)) .

## المناخ
تقع قرية المجوي تحت تأثير المناخ المتوسّطي الجبلي، حيث تتعرض القرية للمؤثرات الجبلية و يمتاز مناخها بالاعتدال صيفاً والبرودة شتاءً .
يبلغ متوسّط درجة الحرارة خلال أشهر الصيف (30م) ، وفي فصل الشتاء يبلغ متوسط درجة الحرارة (15م ) ، تهب عليها الرّياح الغربيّة والشرقيّة .
تسقط الأمطار عليها في فصل الشتاء حيث يبلغ متوسط كمية الأمطار السنوي (1093.2ملم) وتصل نسبة الرطوبة السنوي إلى (65%) .

## الشبكة المائية
تنعم القرية بموارد مائية جيدة، ولكن منسوب المياه ينخفض في فصل الصيف بسبب قلة الأمطار وكذلك بسبب ترشحها من خلال الصخور الكلسيّة والاستهلاك المفرط.
يوجد في القرية ثلاثة عيون: عين الريحانة وعين بيت جناد ونبع المالح.

## الحياة البرية
تقع القرية ضمن النطاق الدافئ المعتدل ذات الرطوبة والحرارة الجيدة والذي يساعد على انتشار الغطاء النباتي الذي يتمثل بوجود أشجار عالية، ترافقها الشجيرات و الجنبات، وتتمثل بأشجار السنديان والبلوط بأنواعه، السرو والغار ومن الصنوبريات : الصنوبر الحلبي . إضافة إلى الزعرور والبطم، ويتعايش مع الأشجار السابقة العديد من الجنبات والحشائش مثل الخزامى، الحلاب، الدفلى، الآس، و مجموعة متنوعة من الأعشاب كالزّعتر البري وشقائق النعمان و الهندباء والجرجير والخبيزة والقسيطة وحرت منة وغيرها.
أما عن الحيوانات فهي قليلة تقتصر على بعض الحيوانات آكلة اللحوم مثل ابن آوى والثعالب، وحيوانات عاشبة مثل الأرانب والقنفذ والسنجاب، كما توجد بعض الطيور المهددة بالانقراض نتيجة عمليات الصيد (التي يتم منعها من قبل الدولة) . وتقتصر أنواع العصافير على العصفور الدوري، أو الحنة، أبو زريق، الزكزوك، البدوي، الشحرور، السمّن، الحجل، الفرِّي، ودجاج الحرش، وبعض الأنواع المهاجرة مثل السنونو والوروار. كما تنتشر في القرية الزواحف كالأفاعي والسحالي والضب.

## السكان
بلغ عدد سكان القرية 3885 نسمة حتى بداية عام 2010 م. وبلغ عدد الأسر ( 625 ) أسرة و متوسط عدد أفراد الأسرة (6) أفراد. أما عدد أفراد القرية لعام 2004 فقد كان ( 1517 ن ) , و بلغ عدد الأسر (412 ) أسرة، و بالمقارنة بين هذين العامين نجد أن هناك زيادة كبيرة في عدد السكان
معدل النمو السكاني = 279 ن/عام

## الزراعة
شكلت الزراعة في قرية المجوي في الماضي المصدر الرئيسي و الأهم لدخل السكان، أما في الوقت الحاضر فلقد أصبح المواطن يفضّل العمل الوظيفي أو العمل في المجالات الأخرى على العمل الزراعي، و السبب في الابتعاد عن الزراعة ارتفاع نسبة المتعلمين في القرية بالإضافة إلى متطلبات الزراعة من مياه و تربة خصبة و عناية كافية . فالزراعة في الوقت الحاضر لسد الحاجات الأساسية للسكان، فالعالم و الموظف هو نفسه المزارع . والتسويق الزراعي في القرية معدوم في القرية باستثناء الزيتون.
الأراضي الزراعية: 
بلغت مساحة الأراضي الزراعية عام 2008/ 1554دونم/؛ مستثمرة بشكل كامل.
تقسم الأراضي الزراعية من حيث طريقة ريها إلى 116 دونم أراضي مروية و 1438 دونم أراضي بعل (التي تعتمد على مياه الأمطار).
المحاصيل الزراعية:
تتنوع المحاصيل الزراعية في القرية، و يأتي في مقدمتها الأشجار المثمرة و أشهرها الزيتون، حيث تعتبر الموسم الرئيسي لسكان القرية، و يأتي بعده ( الكرمة، التين, الرمان، الجوز, الخوخ ) كما تزرع بعض المحاصيل النقدية كالقمح و الشعير و الذرة الصفراء .
المحاصيل النقدية و الحبوب :
تضم القمح و الشعير و الذرة الصفراء، حيث بدأت زراعته تتراجع . ففي عام 2008 م بلغت مساحة الأراضي الزراعية المخصصة لزراعة القمح (39 دونم) بإنتاج قدره (5,4 طن) أما بالنسبة للمساحة المزروعة شعير فقد بلغت (15 دونم) بإنتاج قدره (1,8 طن) وهو محصول بعلي ضمن القطاع التعاوني . في حين بلغت المساحة المخصصة لزراعة الذرة الصفراء (5 دونم) بإنتاج قدره (1,5طن) .
الأشجار المثمرة :
1 ــ الزيتون: بلغت المساحة المزروعة (1407 دونم) , مزروعة بـ 43620 شجرة مثمرة من الزيتون بإنتاج قدره (186 طن).
2 ــ الكرمة : تزرع الكرمة في القرية حيث بلغت المساحة المزروعة (44 دونم) مزروع بـ (7125 شجرة) بإنتاج قدره (21,4 طن). ومساحات الكرمة في تراجع لصالح الزيتون.
3 ــ التين : بلغت المساحة المزروعة بأشجار التين (35 دونم) و قد بلغ عدد أشجارها 3182 شجرة، تنتج (44,2 طن).
4 ــ الأشجار المثمرة الأخرى: تبلغ مساحتها (9 دونم) يأتي الرمان في مقدمتها بإنتاج قدره (16 طن), ثم يأتي بعده الجوز بإنتاج قدره (8 طن) , وكذلك يزرع الخوخ بإنتاج قدره (1,3 طن) بالإضافة إلى بعض الأشجار الأخرى (اللوز، التفاح, المشمش وإكيدنيا ) ولكن إنتاجها قليل جداً لا يتجاوز بمجمله (0.8 طن)
الخضراوات:
ساعدت الظروف المناخية في قرية المجوي على زراعة كافة أنواع الخضراوات الصيفية ( الفاصولياء، الخيار , البندورة، الفليفلة , الباذنجان), والخضراوات الشتوية (البصل، الملفوف , الفول) وكلها تعتمد على الري و يختلف إنتاجها من عام إلى آخر، حيث تزرع للاكتفاء الذاتي فقط .

## وصلات خارجية
- الوحدات الإدارية في محافظة حماة